# Đường tỉnh 108
Đường tỉnh 108 hay tỉnh lộ 108, viết tắt ĐT.108 hay TL.108 là đường tỉnh ở huyện Thuận Châu, tỉnh Sơn La.
Đường tỉnh 108 (Thuận Châu – Co Mạ – Mường Bám – Điện Biên) bắt đầu từ thị trấn Thuận Châu tại Km 336+450, Quốc lộ 6 đến xã Mường Bám, huyện Thuận Châu (giáp ranh tỉnh Điện Biên) với chiều dài là 97 km.